# Megaselia tumipalpis
Megaselia tumipalpis är en tvåvingeart som beskrevs av Bridarolli 1951. Megaselia tumipalpis ingår i släktet Megaselia och familjen puckelflugor. Inga underarter finns listade i Catalogue of Life.